# Mauriac (Cantal)
|  | Per a altres significats, vegeu «François Mauriac». |

Mauriac (en occità Mauriac, en alvernès Mouriat) és un municipi francès i subprefectura, situat al departament de Cantal i a la regió d'Alvèrnia-Roine-Alps.

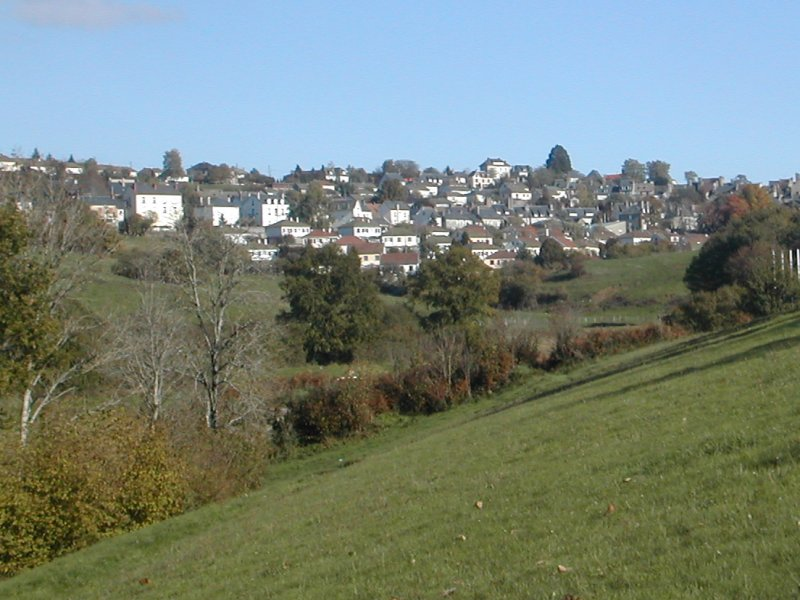
Panorama

El nom alvernès ve de dues evolucions típicament alverneses: simplificació de au en «ou» [u] i passatge del C final a T puix amudiment d'aquell T en la pronunciació. La forma francesa és una recreació des de la forma gal·loromànica Mauriacus, lloc de Maurus. Fins al segle xix s'escrivia en francés Mauriat. És una composició del nom llatí Maurus (bru de pel) i -iacus, un sufix d'origen cèltic que servia per fer adjectius.
L'escut d'armes és un joc de paraules venint del nom gal·lormà. Mai no vingueren els moros fins a la ciutat. El clima és de muntanya i ben fred. Mauriac és un gran mercat de vaques i bous. Forma també part de l'àrea oficial de producció del formatge de Salers.
És el poble on va ser batejat el cardenal de Tolosa de Llenguadoc Jules-Géraud Saliège qu'apararà els jueus durant l'ocupacio alemanya quand era arquebisbe de Tolosa i que és reconegut com un dels Justos entre les Nacions. Havia nascut en un poblet molt a prop i el varen batejar à Notre-Dame-des-Miracles, l'església romànica celebra de la ciutat.